# Alischer Eschbekow
Alischer Ghulomdschonowitsch Eschbekow (tadschikisch Алишер Ғуломҷонович Эшбеков, russisch Алишер Гуломджонович Эшбеков Alischer Gulomdschonowitsch Eschbekow) (* 31. Mai 1990) ist ein tadschikischer Leichtathlet, der sich auf den Hammerwurf spezialisiert hat.

## Sportliche Laufbahn
Erste internationale Erfahrungen sammelte Alischer Eschbekow im Jahr 2007, als er bei den Jugendweltmeisterschaften in Ostrava mit einer Weite von 62,42 m mit dem 5-kg-Hammer in der Qualifikation ausschied. Im Jahr darauf gewann er bei den Juniorenasienmeisterschaften in Jakarta mit dem 6-kg-Hammer mit 64,57 m die Silbermedaille und schied anschließend bei den Juniorenweltmeisterschaften in Bydgoszcz mit 59,06 m in der Qualifikation aus. 2009 belegte er bei den Asienmeisterschaften in Guangzhou mit 61,13 m den zehnten Platz, wie auch bei den im Folgejahr ebenfalls in Guangzhou stattfindenden Asienspielen mit 57,57 m. 2011 wurde er bei den Asienmeisterschaften in Kōbe mit 61,03 m Achter und 2012 wurde er aufgrund eines Dopingverstoßes für drei Jahre bis 2015 gesperrt.
In den Jahren 2009 und 2011 wurde Eschbekow tadschikischer Meister im Hammerwurf.